# Kuthalam (Taluk)
Der Taluk Kuthalam (Tamil: குத்தாலம் வட்டம்) ist ein Taluk (Subdistrikt) des Distrikts Mayiladuthurai im indischen Bundesstaat Tamil Nadu. Bis 2020 gehörte er zum Distrikt Nagapattinam. Hauptort ist die namensgebende Stadt Kuthalam. Der Taluk Kuthalam hat rund 130.000 Einwohner (Volkszählung 2011).

## Geografie

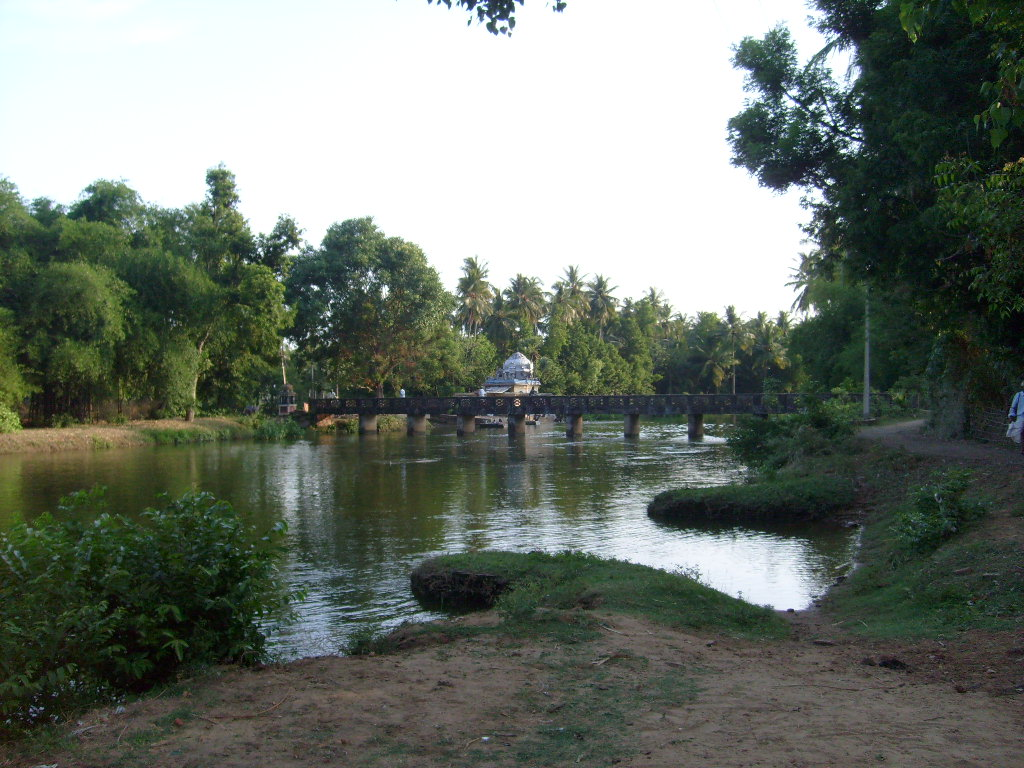
Brücke über den Kaveri-Fluss beim Dorf Tiruvalangadu

Der Taluk Kuthalam liegt im Westen des Distrikts Mayiladuthurai. Wie das gesamte Distriktgebiet gehört er zum Bereich des Kaveri-Deltas. Das Gebiet des Taluks wird von mehreren in West-Ost-Richtung fließenden Mündungsarmen des Kaveri-Flusses durchflossen. Von Norden nach Süden sind dies der Kaveri-Hauptarm, der Manjalar, der Veeracholan und der Nattar.
Der Taluk Kuthalam grenzt im Norden an den Taluk Mayiladuthurai, im Osten an den Taluk Tharangambadi (beide Distrikt Mayiladuthurai), im Süden an die Taluks Nannilam und Kodavasal (Distrikt Tiruvarur) und im Westen an die Taluks Kumbakonam und Tiruvidaimarudur (Distrikt Thanjavur).

## Geschichte
Der Taluk Kuthalam wurde im Jahr 2009 gegründet. Zuvor hatte das Gebiet zum Taluk Mayiladuthurai gehört. Im Jahr 2020 kam der Taluk Kuthalam mit dem Nordteil des ehemaligen Distrikts Nagapattinam zum neugegründeten Distrikt Mayiladuthurai.

## Bevölkerung
Nach der Volkszählung 2011 hat der Taluk Kuthalam 131.948 Einwohner. 12 Prozent der Bevölkerung lebt in Städten, 88 Prozent in ländlichen Gebieten. 86 Prozent der Einwohner des Taluks Kuthalam sind Hindus, 10 Prozent sind Muslime und 4 Prozent Christen.

## Städte und Dörfer
Zum Taluk Kuthalam gehören die folgenden Orte (in Klammern die Einwohnerzahlen nach der Volkszählung 2011):
Städte:
- Kuthalam (16.125)

Dörfer:
| - Alangudi (1.971) - Ananthanallur (1.406) - Ariyalur (3.203) - Asikkadu (1.521) - Elumagalur (1.348) - Gangadharapuram (2.019) - Inam Senniyanallur (192) - Inam Tiruvalangadu (1.487) - Kadalangudi (2.696) - Kanjuvoy (1.155) - Kappur (1.752) - Karuppur (1.860) - Kazhanivasal (1.203) - Kilaparuthikudi (430) | - Kodimangalam (734) - Kokkur (1.687) - Komal East (5.261) - Komal West (2.952) - Konerirajapuram I Bit (1.521) - Konerirajapuram II Bit (3.364) - Kothangudi (751) - Kozhaiyur (1.668) - Kshetrapalapuram (3.317) - Madhirimangalam (3.959) - Mandai (1.444) - Manganallur (2.943) - Maruthur (1.097) - Mekkirimangalam (1.980) | - Melagalangam (970) - Melaiyur (2.281) - Melaparuthikudi (1.295) - Nakkambadi (2.153) - Nallavur (1.024) - Palaiyur (2.737) - Palayagudalure (1.461) - Pandaravadai (1.491) - Peravur (1.264) - Perumalkoil (3.403) - Peruncheri (3.175) - Porumbur (1.793) - Sengudi (1.114) - Senniayanallur (1.748) | - Sivanaragaram (1.146) - Srikantapuram (1.279) - Thathangudi (2.199) - Therizhandur (2.816) - Tholuthalangudi (1.437) - Thulasenthirapuram (695) - Tirumannancheri (3.159) - Tirunelkondacheri (2.031) - Tiruvavaduthurai (7.031) - Tiruvalangadu (3.461) - Valuvur (2.770) - Vanadirajapuram (3.217) - Villiyanallur (3.752) |